# Haleteleskopet
Haleteleskopet är ett 5,1 meter, f/3,3-reflekterande teleskop vid Palomarobservatoriet i Kalifornien, USA, uppkallat efter astronomen George Ellery Hale. Med finansiering från Rockefeller-stiftelsen höll han i planering, design och konstruktion av observatoriet, men han dog innan det togs i drift. Hale var banbrytande för sin tid, med dubbla diametern än det näst största teleskopet och användningen av många teknologier som specialbehandlat aluminium och expansionsglas. 
Haleteleskopet är fortfarande aktivt. Det var det största optiska teleskopet i världen från slutet av 1948 tills BTA-6 byggdes 1976, och den näst största till byggandet av Keck 1 1993.

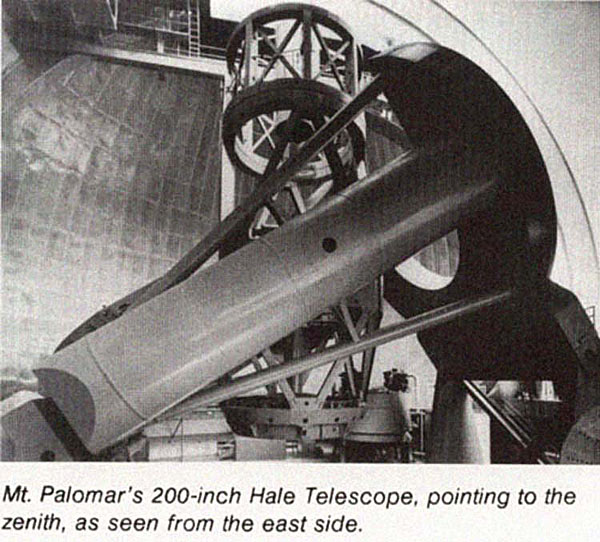
Haleteleskopet